# Lohman (orgelbouwer)

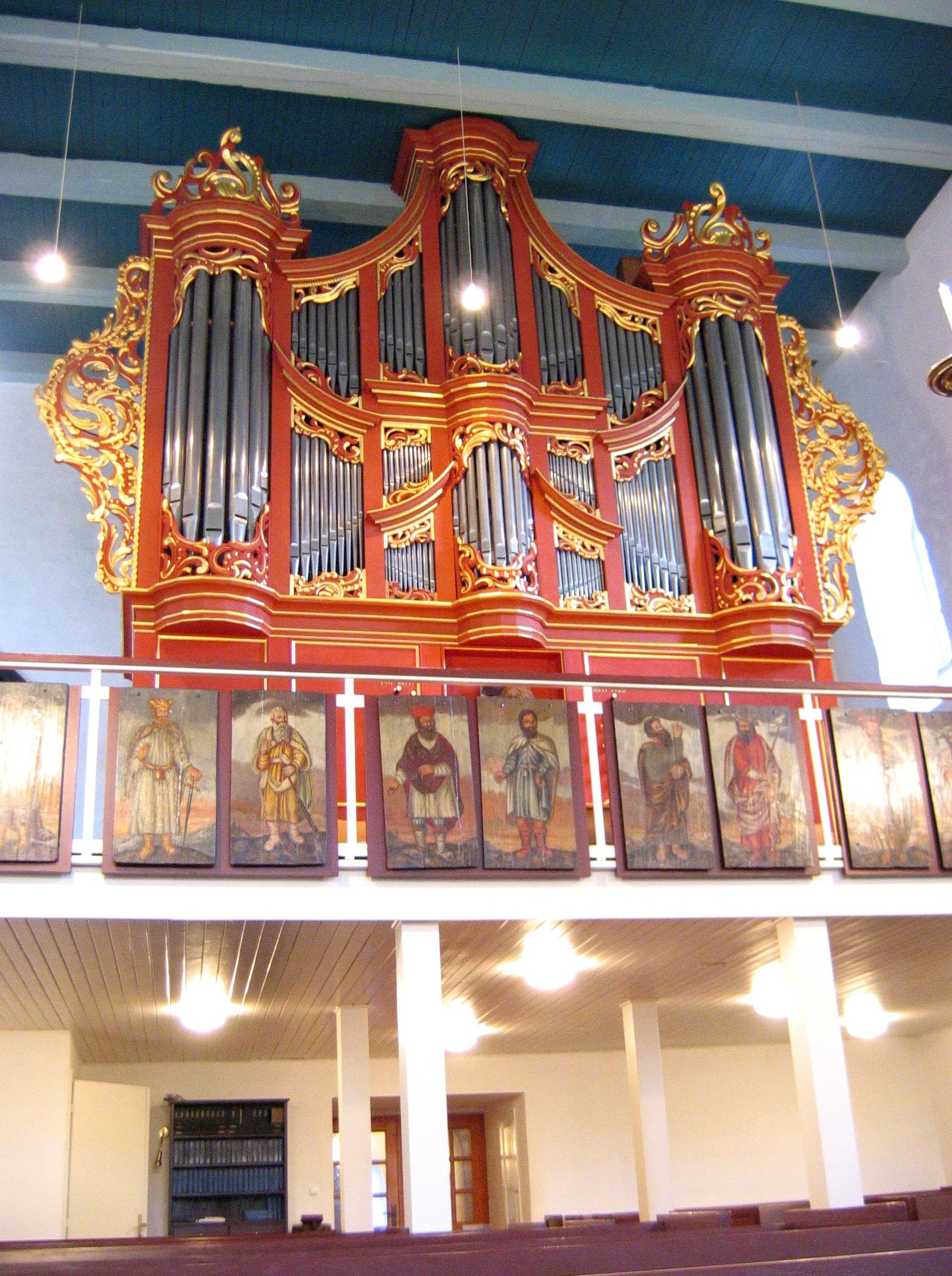
Orgel uit de Oost-Friese periode van Dirk Lohmann in de Sankt-Ansgari-Kirche in Hage (1783)

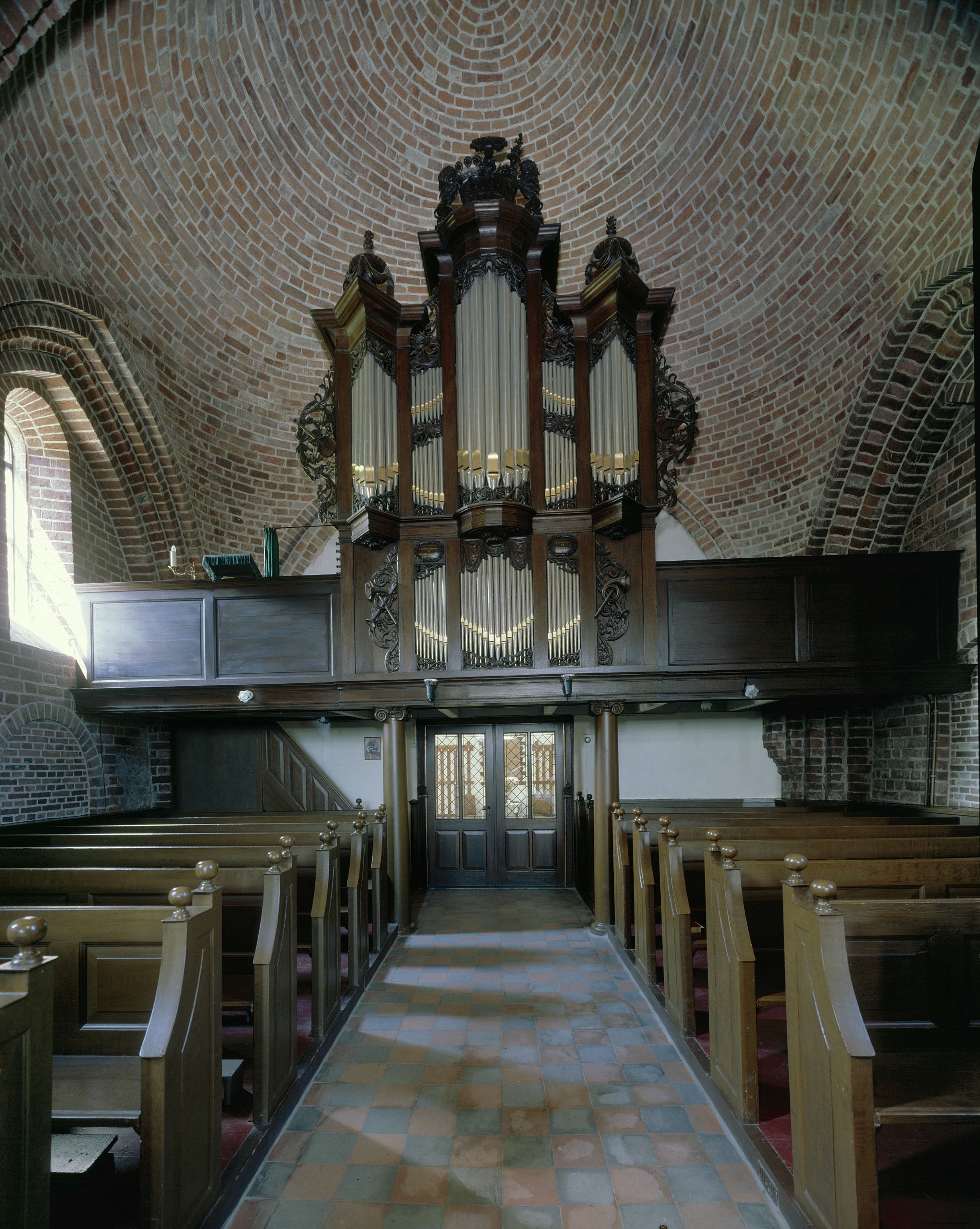
Het vermoedelijk oudste nog bestaande Lohman-orgel in Nederland, in de kerk van Ulrum, dateert uit 1807

Lohman is een Nederlands, van oorsprong Duits (Oost-Fries) geslacht van orgelbouwers uit de 18e en 19e eeuw. De Lohmans worden, met de bedrijven van de families Van Dam en Van Oeckelen, gerekend tot de belangrijkste 19e-eeuwse orgelbouwers voor Nederland boven de grote rivieren.

## De familie
- De eerste was Dirk Lohman(n) (1730 - Groningen, 30 juni 1814), die al in 1762 als orgelbouwer werd vermeld. Hij was misschien een leerling van Heinrich Hermann Freytag. Hij werd meesterknecht bij C.G. Wallies in Leer, wiens bedrijf hij vanaf 1758 voortzette, eerst in Leer en toen in Emden. Hij hield zich vooral bezig met reparaties en verbouwingen aan kerkorgels in Oost-Friesland. Zijn vermoedelijk enige nieuwbouw-orgel, uit 1783, is bewaard gebleven en staat in Hage. Vanaf 1791 vestigde hij zich met zijn beide zonen in Groningen. Zijn eerste projecten in de Republiek voltooide hij in de kerken van Zuidlaren, Eelde en Stedum, waar hij en zijn oudste zoon in 1791 het orgel van de Bartholomeuskerk geheel vernieuwden.
- Gerhard Diederich Lohman (1764-1823), de oudste zoon, kon na een ongeval in 1801 niet meer in de orgelbouw werken.
- Nicolaus Anthony Lohman (1766 - Groningen, 21 december 1835), de tweede zoon, zette het bedrijf van zijn vader vanaf 1801 voort en bracht het tot grote bloei. Er werden vooral orgels in de omgeving van Groningen gebouwd. De meesterknecht Johannes Wilhelmus Timpe verliet de firma Lohman in 1806 om bij H.H. Freytag te gaan werken.
- Diederik Hendrik Lohman (1797-1856), de oudste van Nicolaus' drie zoons, stond bekend als lui. Hij ging voor eigen rekening werken in Amsterdam, maar verwaarloosde het werk.
- Hinderk Berends Lohman (1799-1854) zette het bedrijf van zijn vader voort onder de naam Fa. N.A. Lohman & Zn., maar vestigde zich rond 1835 in Gouda. Hij vertrok van daar naar Leiden, waar op dat moment geen orgelbouwers waren.
- Gerhard Willem Lohman (1802-1856), de jongste van de drie zoons, bleef in Groningen en nam na het vertrek van zijn broers het bedrijf van zijn vader over. Samen met Hinderk werd het bedrijf N.A. Lohman en Zonen opgericht, dat vestigingen had in Groningen, Zutphen, Gouda en Leiden. Een grote verdienste van Gerhard Willem is ook de uitgebreide collectie orgeldisposities die hij rond 1830 aanlegde. Die geeft aan orgelhistorici veel inzicht in de werkwijze van het familiebedrijf.
- Nicolaas Anthonie Gerhardus Lohman (1834-1871), was een zoon van Hinderk. Toen zijn vader en oom zich terugtrokken bleef het bedrijf onder zijn leiding nog bestaan. Aanvankelijk leidde hij het Leidse filiaal, maar dat liet hij in 1856 over aan de meesterknecht J. Schaaffelt om in Groningen het bedrijf van zijn oom voort te zetten. In 1863 verhuisde hij naar Assen, waar hij het bedrijf van Herman Eberhard Freytag (zoon van H.H. Freytag) overnam. Ook zijn broer Gerhardus Lohman werkte toen bij hem. In 1867 ging hij failliet. Hij zette zijn werk nog voort in Zutphen, maar stierf in 1871 op 37-jarige leeftijd. Net als zijn oom Gerhard Willem heeft N.A.G. Lohman nauwgezet een archief bijgehouden en die kennis overgedragen aan orgelhistorici.
- De Leidse vestiging, waarvan Schaaffelt sinds 1860 eigenaar was, werd in 1883 overgenomen door de orgelbouwer Pieter Cornelis Bik en voerde nog tot ver in de twintigste eeuw de bedrijfsnaam P.C. Bik voorheen Schaaffelt & Lohman.

## De orgels
De orgelbouwers Lohman voerden vooral veel reparaties en verbouwingen aan bestaande orgels uit. Zo zijn door de jaren heen de diverse generaties Lohman bezig geweest aan het orgel van de Mariakerk in Krewerd, het op een na oudste in Nederland: Dirk in 1775, Nicolaus Anthony in 1807 en Hinderk Berends in 1844. Maar zij bouwden ook nieuwe orgels, aanvankelijk met een barokke klank, in navolging van de Duitse traditie. Geleidelijk aan bouwden ze ook orgels naar de heersende mode, met zachtere klanken, passend bij muziek uit de romantiek.
Lijst van nog bestaande Lohman-orgels
- Sankt-Ansgari-Kirche in Hage, 1783, Dirk Lohmann
- Bartholomeuskerk in Stedum, orgel van een onbekende bouwer, in 1791 als nieuw opgebouwd door Dirk Lohman en G.D. Lohman
- Hervormde kerk van Ulrum, 1807, N.A. Lohman
- Hervormde kerk van Eenrum, 1817, N.A. Lohman
- Kerk van Zuidwolde (Gn.), 1817, N.A. Lohman, later uitgebreid door Petrus van Oeckelen en Jan Doornbos
- Hervormde kerk van Siddeburen, 1821, N.A. Lohman
- Broederenkerk te Zutphen, 1824-1828, H.B. Lohman, op basis van een orgel dat ± 1790 door A.F.G. Heijneman voor de Sint-Janskerk (Arnhem) was gebouwd; orgel in 1984 verplaatst naar de Grote of Sint-Catharinakerk te Heusden
- Hervormde kerk van Farmsum, 1828, N.A. Lohman
- Johanneskerk van Losdorp, 1830, N.A. Lohman
- Godeharduskerk te Marrum, orgel gebouwd door Jan Adolf Hillebrand, 1831, maar opnieuw opgebouwd in 1833 door N.A. Lohman
- Hervormde Antoniuskerk in Vorden, 1834, H.B. Lohman
- Oude kerk te Zoetermeer, 1837, H.B. Lohman
- Hervormde kerk van Onderdendam, 1841, G.W. Lohman
- Dorpskerk te De Bilt, 1843, G.W. & H.B. Lohman
- Protestantse kerk te Warmond, 1843, H.B. Lohman
- Hervormde kerk It Breahûs te Balk, 1843, G.W. & H.B. Lohman
- Doopsgezinde kerk te Sappemeer, 1855, H.B. Lohman
- Het verdwenen kerkje te Oterdum, 1855, N.A.G. Lohman; orgel in 1974 na restauratie geplaatst in de Hervormde kerk te Heinenoord
- Kerk van Rottum, 1862, N.A.G. Lohman; de kerk in Rottum (Eemsmond) is uit 1889, maar het orgel stond al in de oorspronkelijke kloosterkerk
- Doopsgezinde kerk te Nieuw-Scheemda, 1866, N.A.G. Lohman, vanaf 1921 in de Doopsgezinde kerk te Noordbroek; orgel in 2010 na restauratie geplaatst in de Protestantse Ursuskerk te Termunten

Fotogalerij

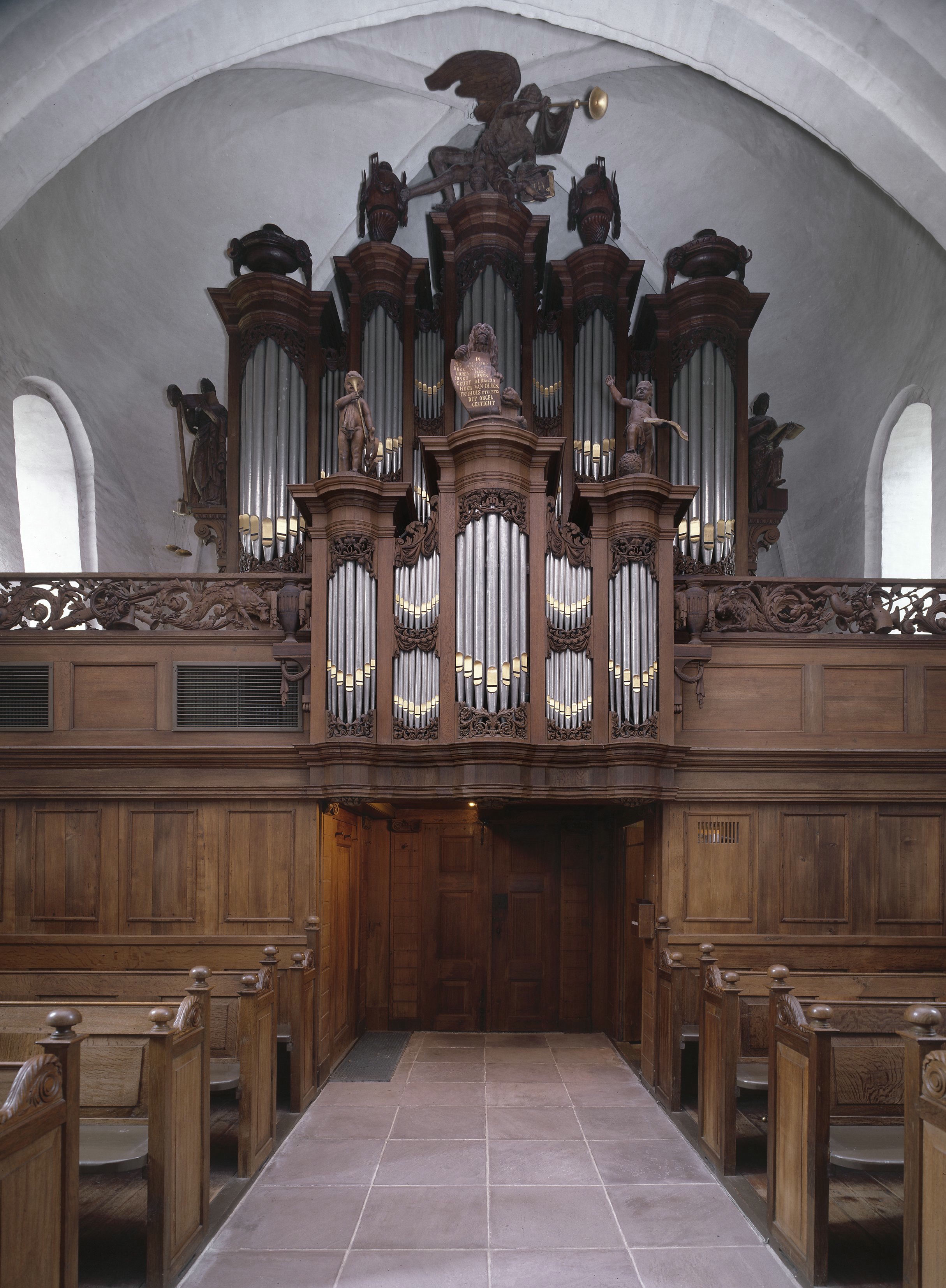
Lohman-orgel uit 1817 in de kerk van Eenrum
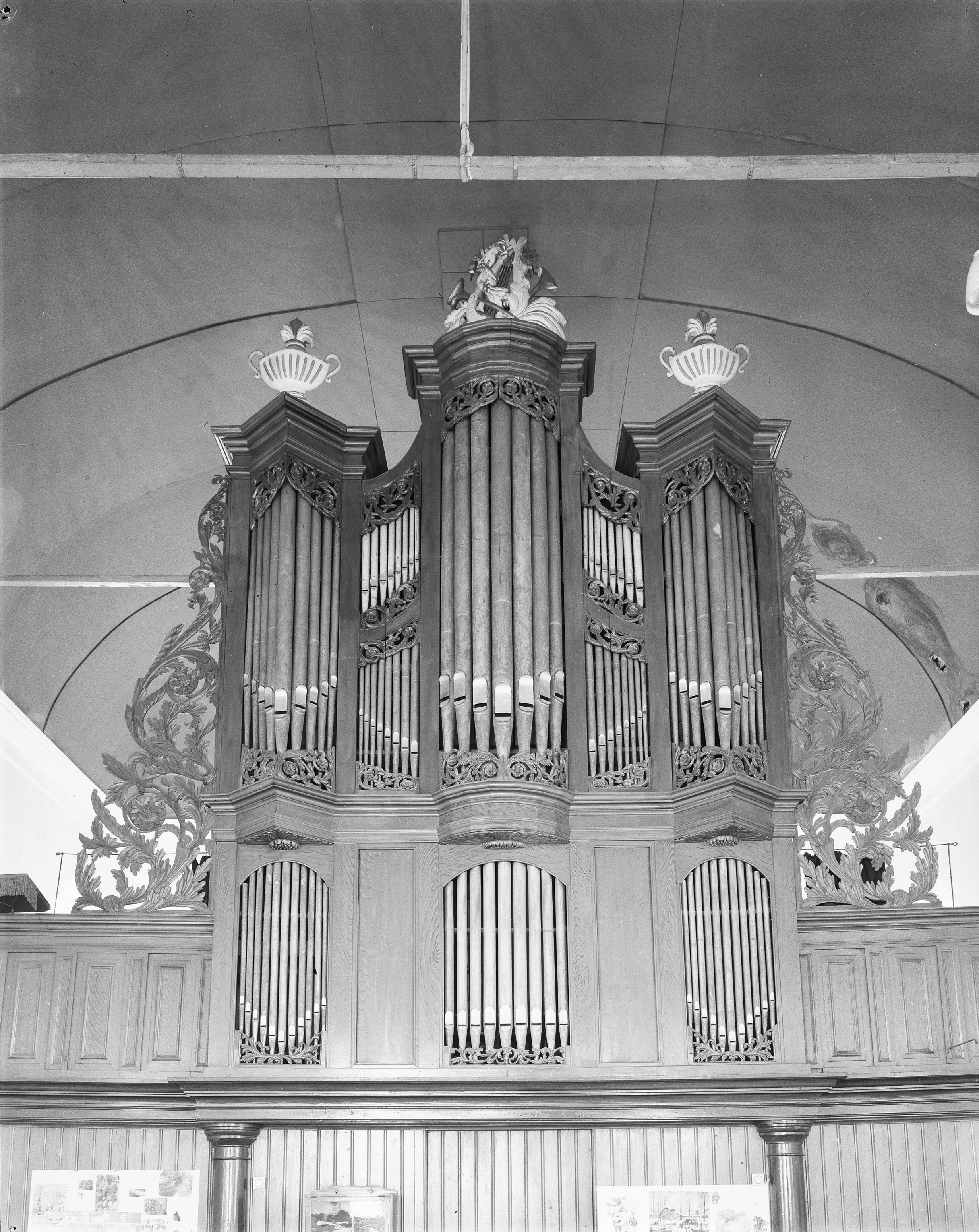
Lohman-orgel uit 1817 in de kerk van Zuidwolde
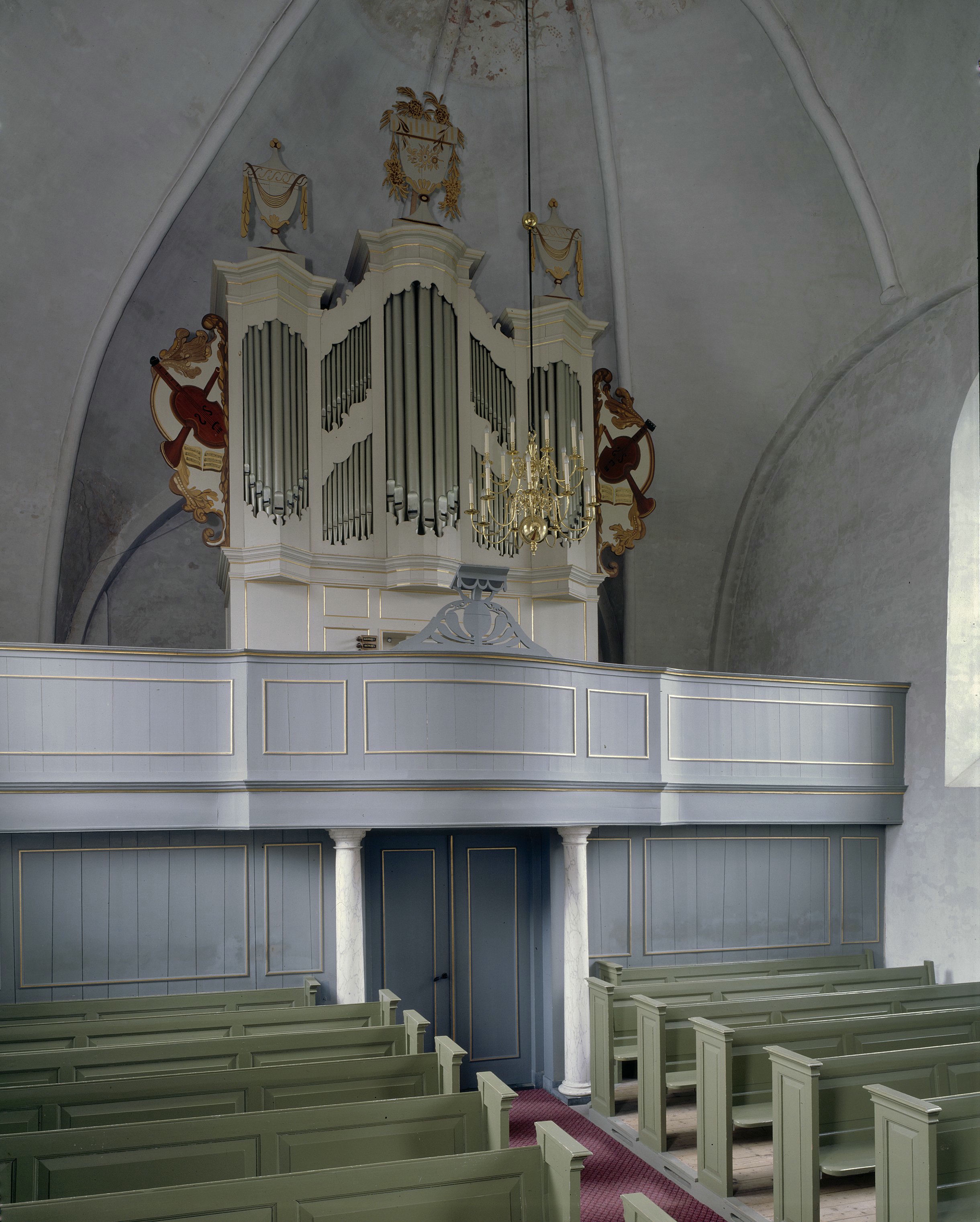
Lohman-orgel uit 1821 in de kerk van Siddeburen
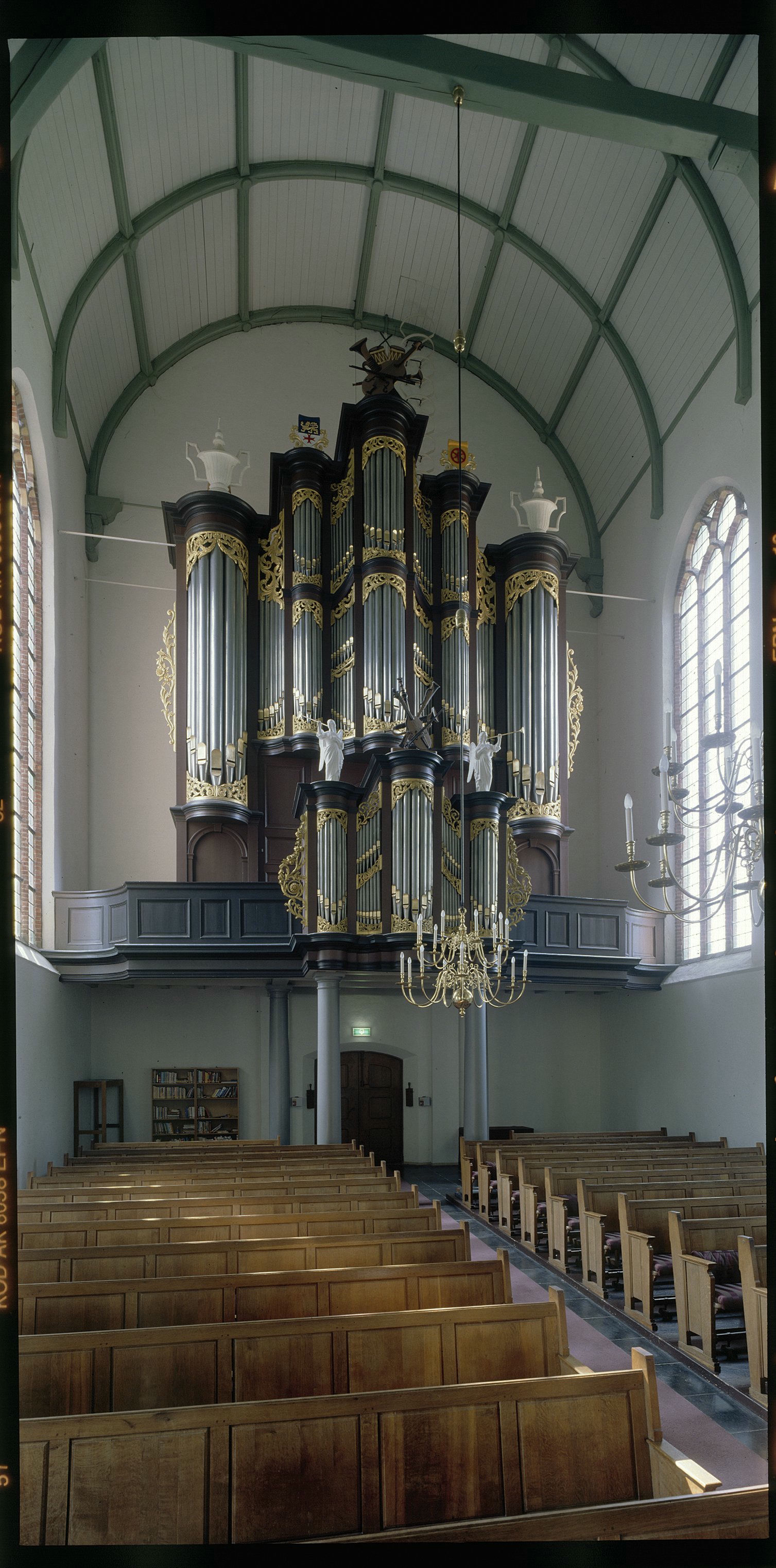
Lohman-orgel uit 1824-1828, afkomstig uit de Broederenkerk (Zutphen), sinds 1984 in de Grote of Sint-Catharinakerk te Heusden
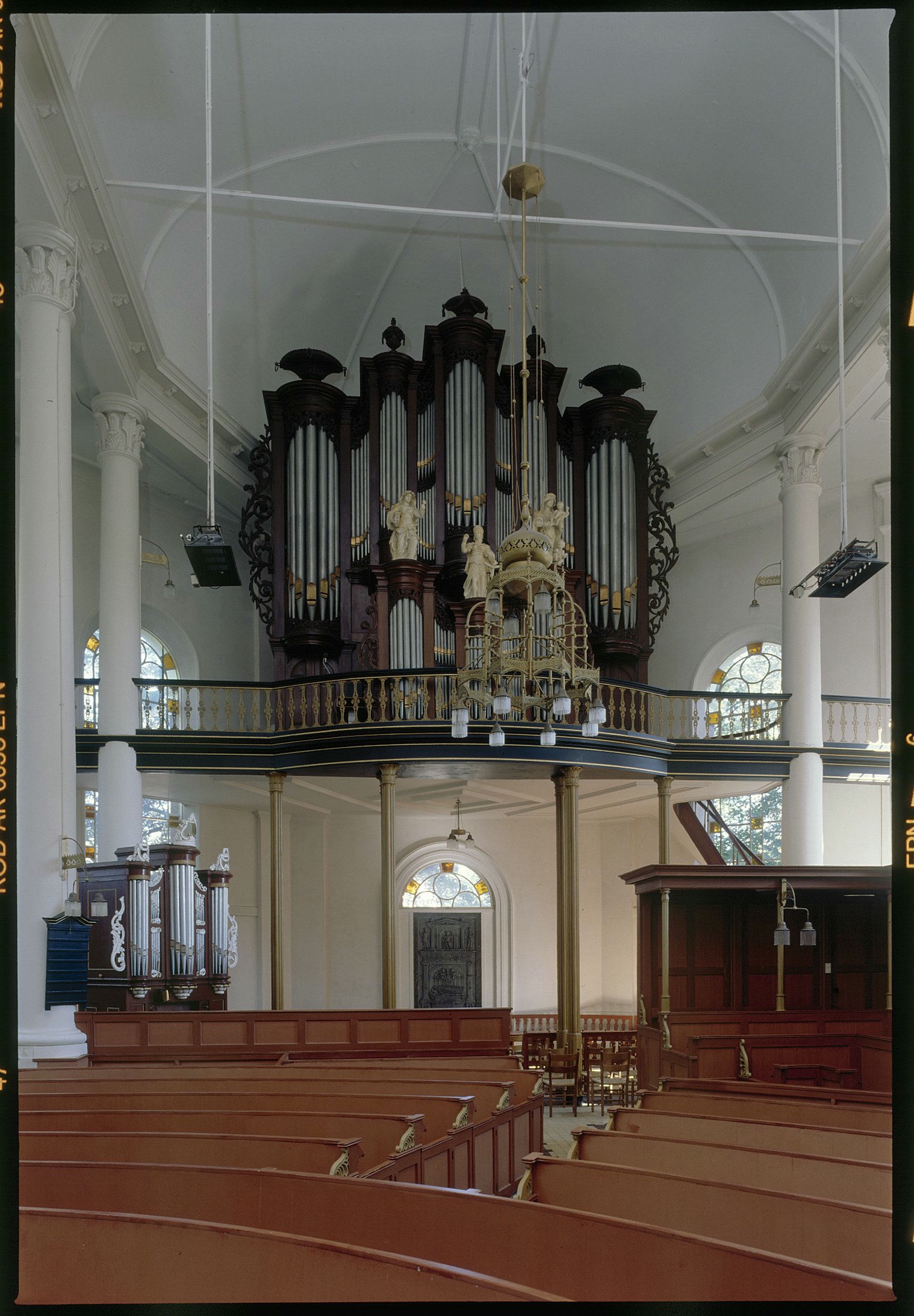
Lohman-orgel uit 1828 in de kerk van Farmsum
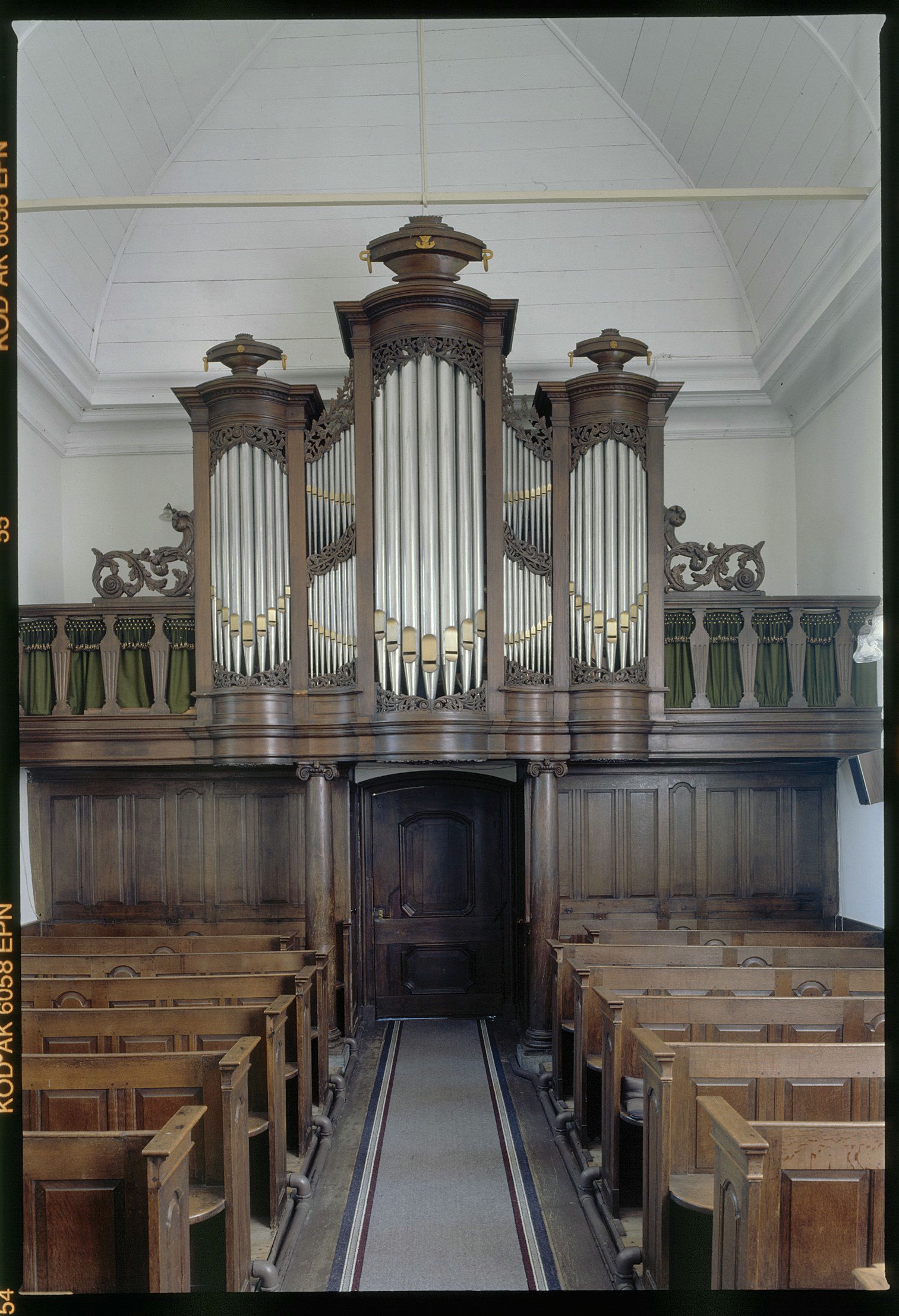
Lohman-orgel uit 1830 in de kerk van Losdorp
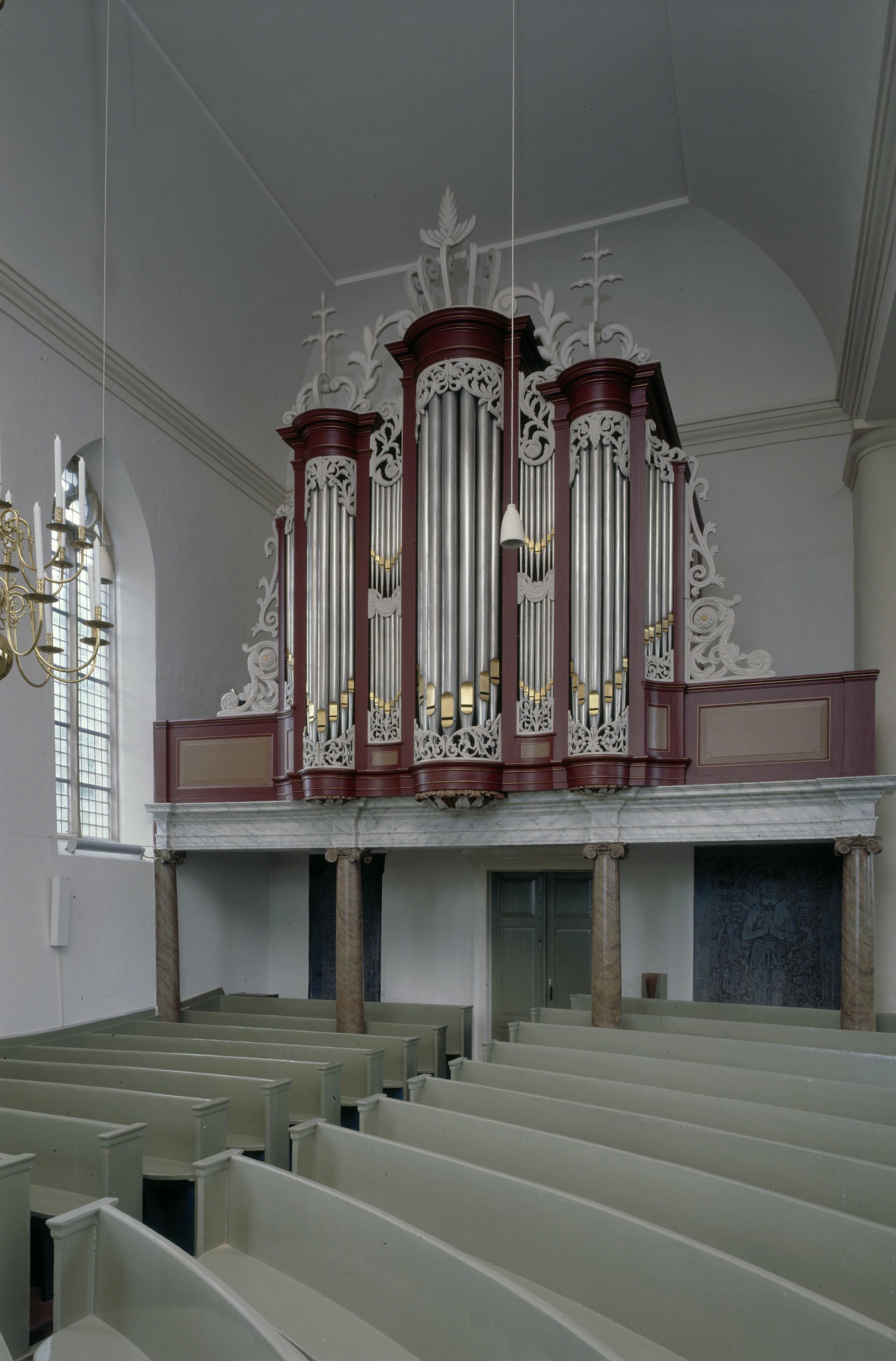
Lohman-orgel uit 1834 in de Antoniuskerk te Vorden
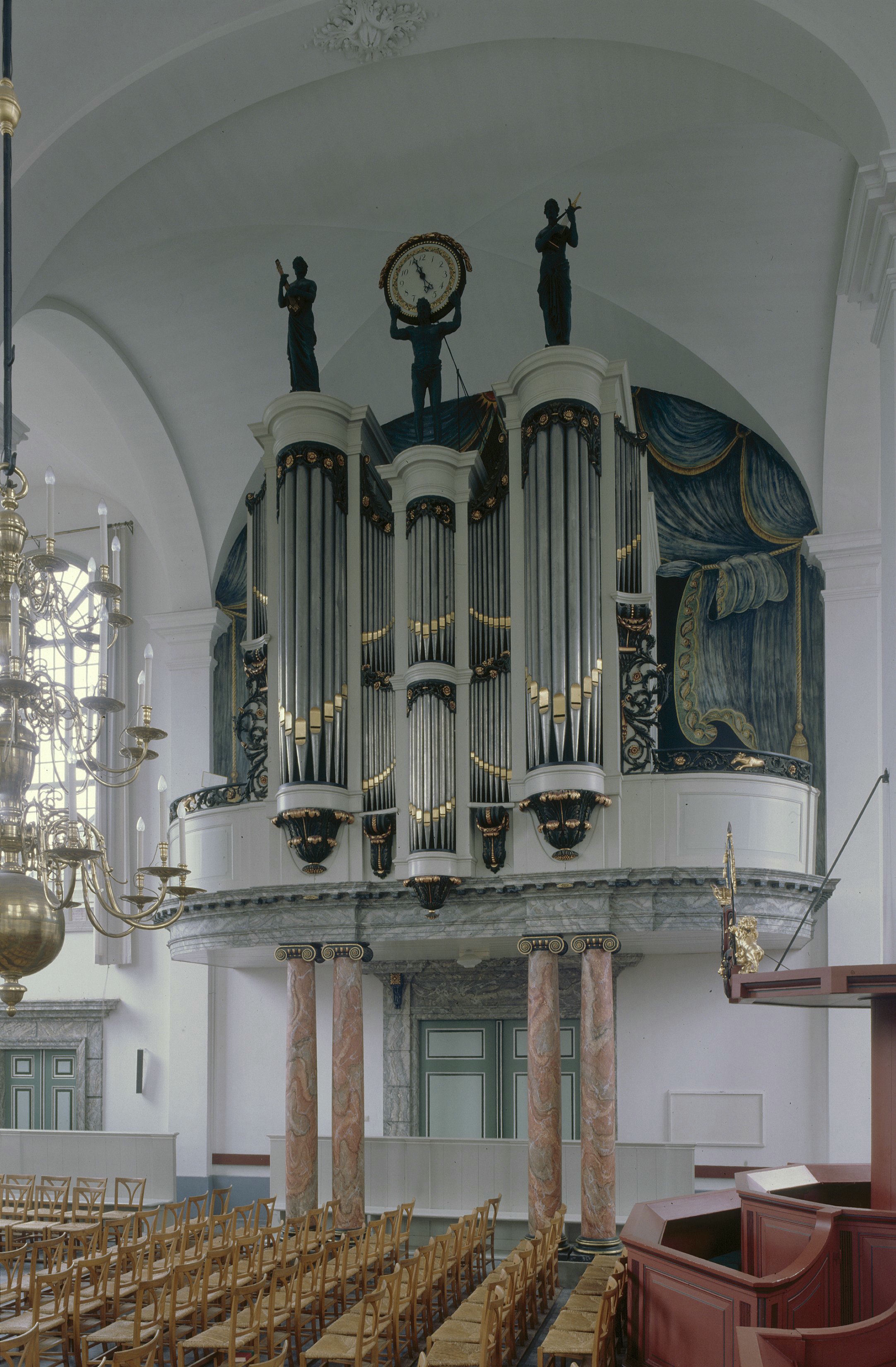
Lohman-orgel uit 1837 in de Oude Kerk (Zoetermeer)
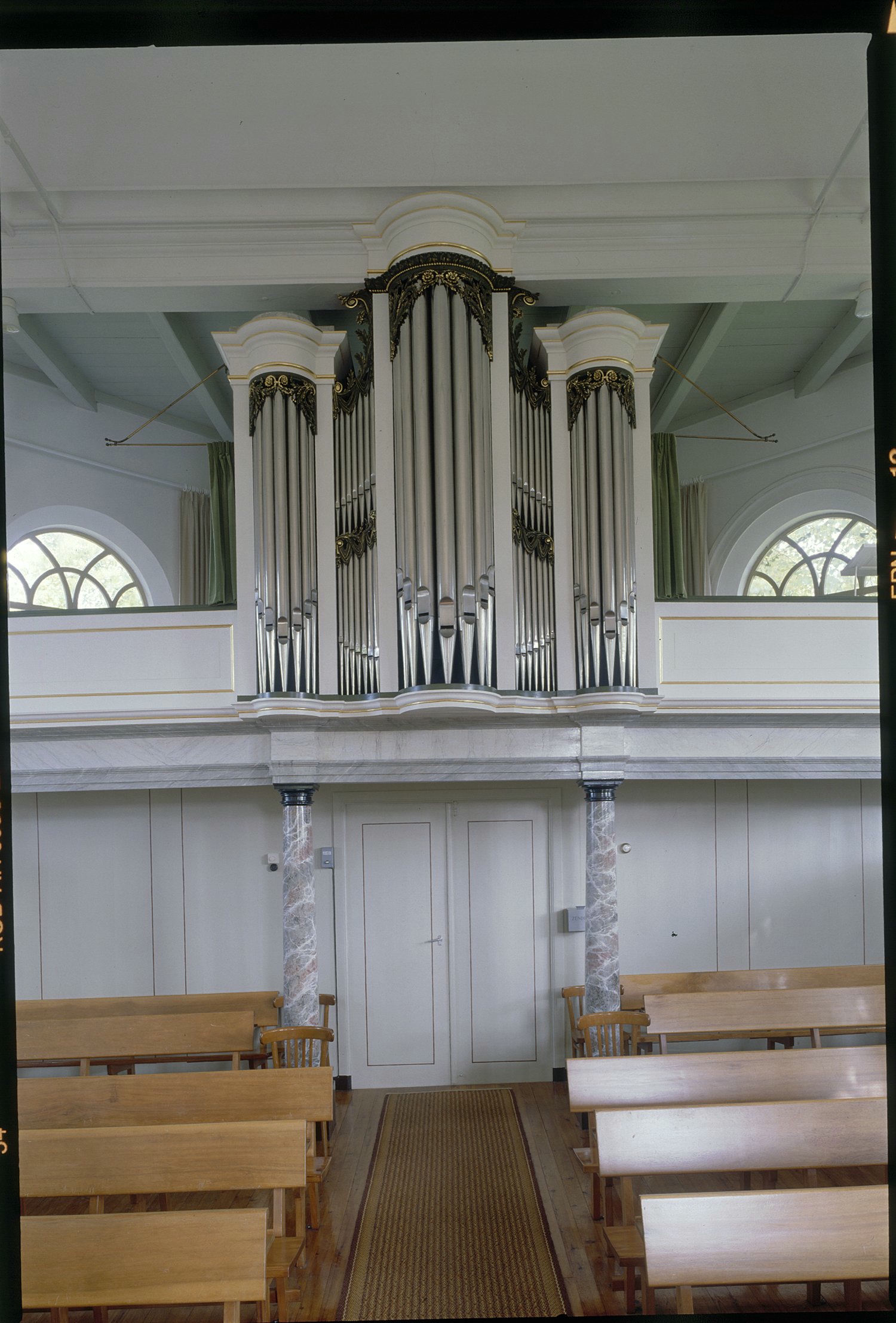
Lohman-orgel uit 1841 in de Hervormde kerk van Onderdendam.
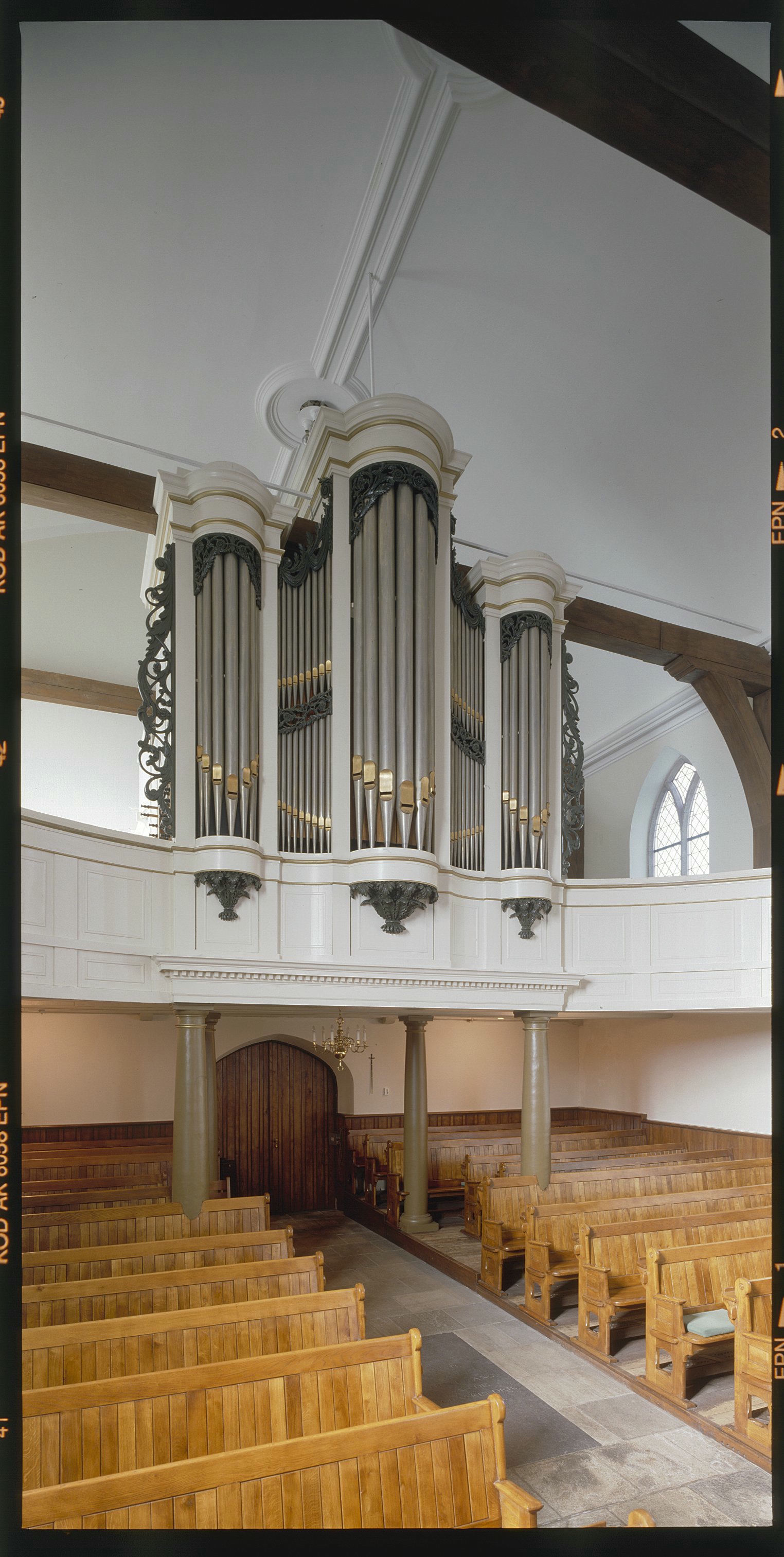
Lohman-orgel uit 1843 in de Dorpskerk te De Bilt
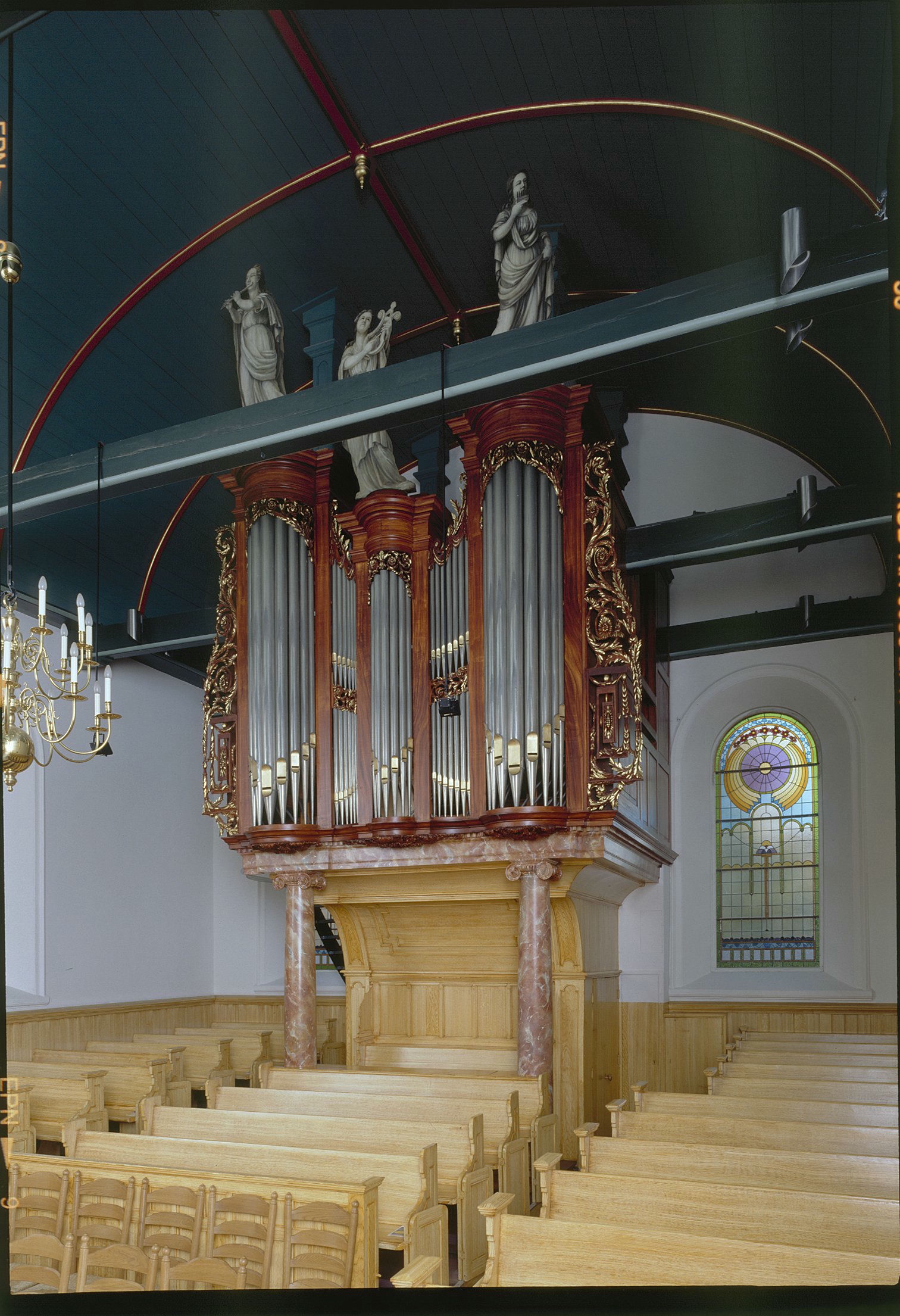
Lohman-orgel uit 1843 in It Breahûs te Balk
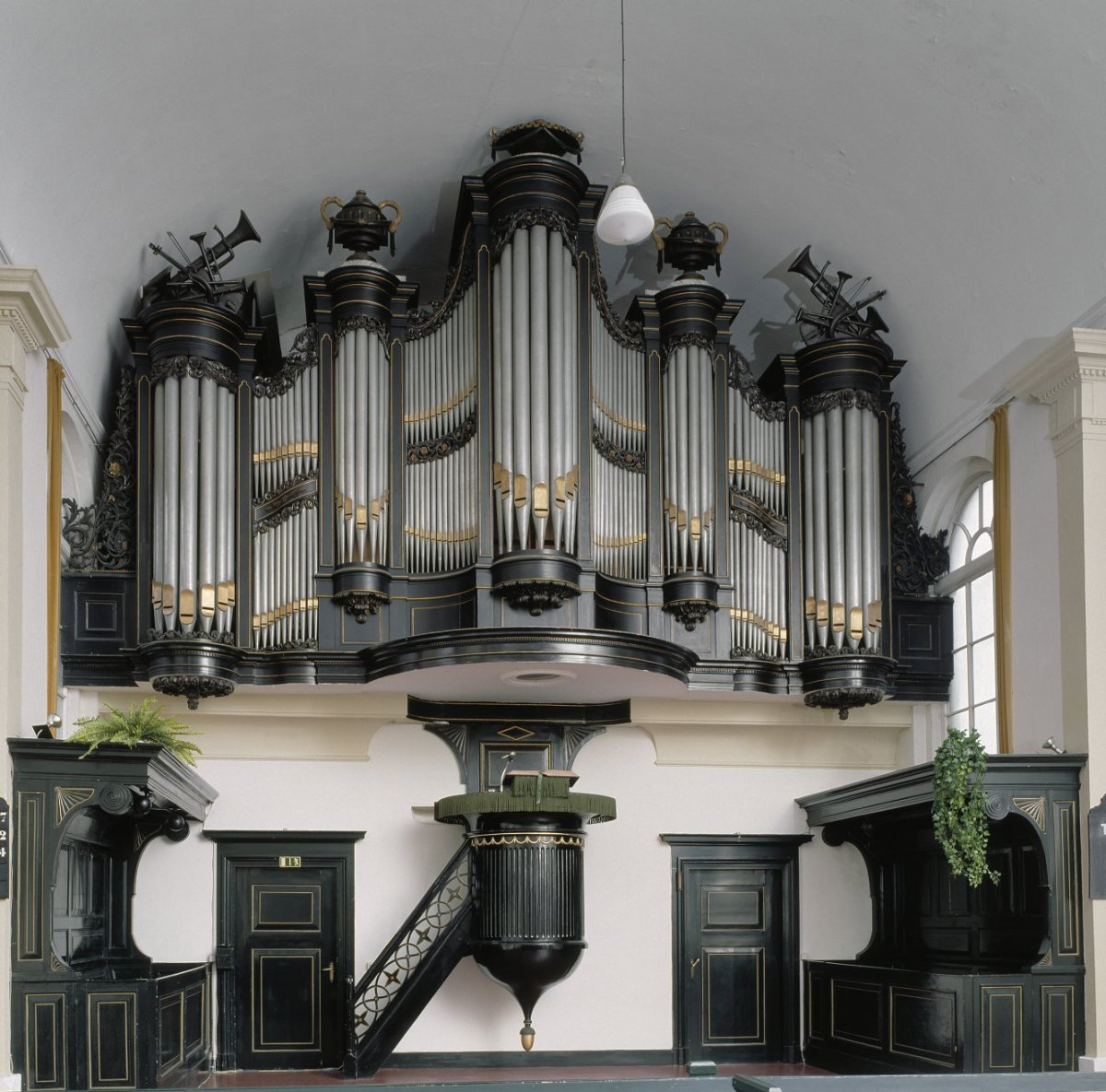
Lohman-orgel uit 1855 in de Doopsgezinde kerk te Sappemeer
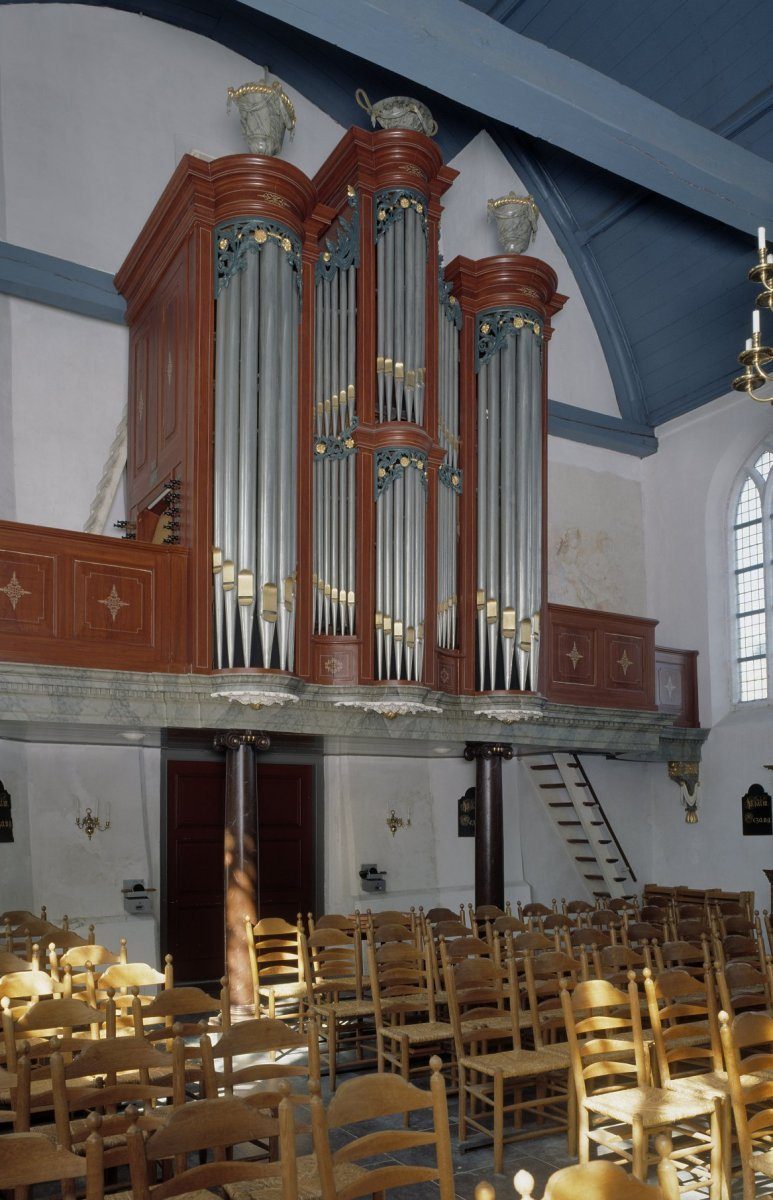
Lohman-orgel uit 1855, afkomstig uit Oterdum, sinds 1974 in de Hervormde kerk van Heinenoord
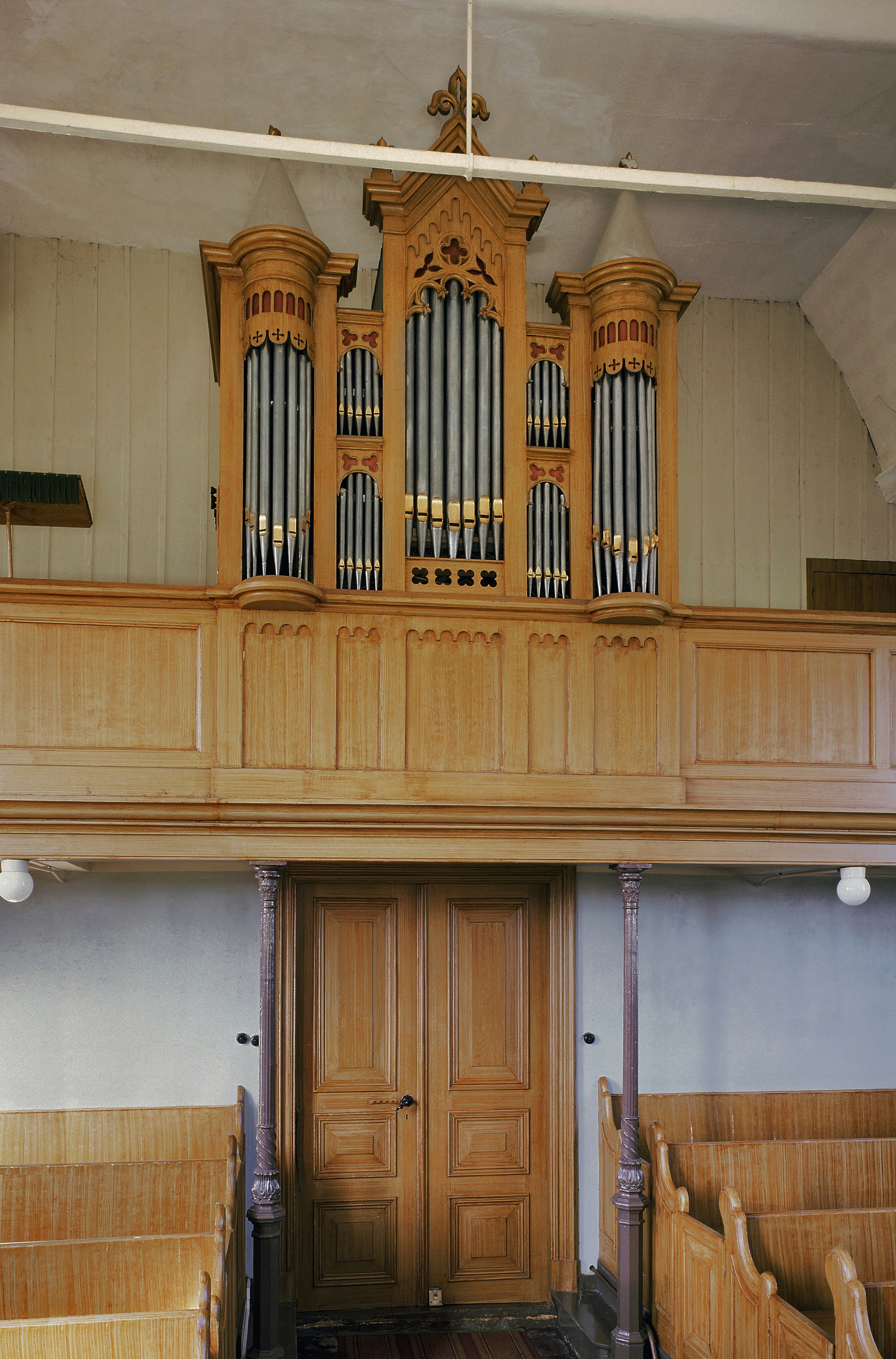
Lohman-orgel uit 1862 in de kerk van Rottum